# 11-й фронт (Японія)
11-й фро́нт (яп. 【第十一方面軍】) — вище оперативно-стратегічне об'єднання збройних сил Японської імперії, фронт Імперської армії Японії в 1945 році. Формально брав участь у Другій світовій війні (1941–1945) на території Північно-Східної Японії, але у боях задіяний не був.

## Дані
- Сформований: 1 лютого 1945 року для захисту Північної Японії від ворожого вторгнення.
- Кодова назва: Шін (【進】, «просування»)[1].
- Підпорядкування: 1-ша загальна армія.
- Район бойових дій: Північна Японія, Тохоку.
- Штаб: Сендай, префектура Міяґі, Японія.
- Місце останньої дислокації штабу: Сендай, префектура Міяґі, Японія.
- Припинив існування: 15 серпня 1945 року після капітуляції Японії у Другій світовій війні.

## Бойові дії
- Формально взяв участь у Другій світовій війні (1941–1945), але у боях задіяних не був.
Оборона Північно-Східної Японії від потенційного вторгнення США, Великої Британії та їхніх союзників.

## Командування
Командири фронту:
1. генерал-лейтенант Йошімото Тейічі 1 лютого 1945 — 7 серпня 1945)[2];
2. генерал Фуджіє Кейсуке 7 серпня 1945 — 15 серпня 1945)[2].

Голова штабу фронту:
1. генерал-лейтенант Ішій Масайоші 1 лютого 1945 — 7 серпня 1945)[2];
2. генерал-майор Імай Кадзуфумі 7 серпня 1945 — 15 серпня 1945)[2].

Віце-голова штабу фронту: 
1. генерал-майор Маедзава Наґашіґе (1 червня 1945 — 15 серпня 1945)[2].

## Склад
- 50-та армія (Японія);
157-ма дивізія (Японія);
308-ма дивізія (Японія);
95-та самостійна змішана бригада;
- 72-га дивізія (Японія);
- 142-га дивізія (Японія);
- 222-га дивізія (Японія);
- 322-га дивізія (Японія);
- 113-та самостійна змішана бригада;
- 8-е саперне командування.